# Ірсеке
Ірсеке (нід. Yerseke, нідерландська вимова: [ˈirsəkə]) — село в нідерландській провінції Зеландія. Входить до муніципалітету Реймерсвал. Значний центр вирощування устриць.
Його площа — 13,73 км², а населення станом на 2021 рік становило 7015 осіб.
До 1970 року мало статус окремого муніципалітету.

## Галерея

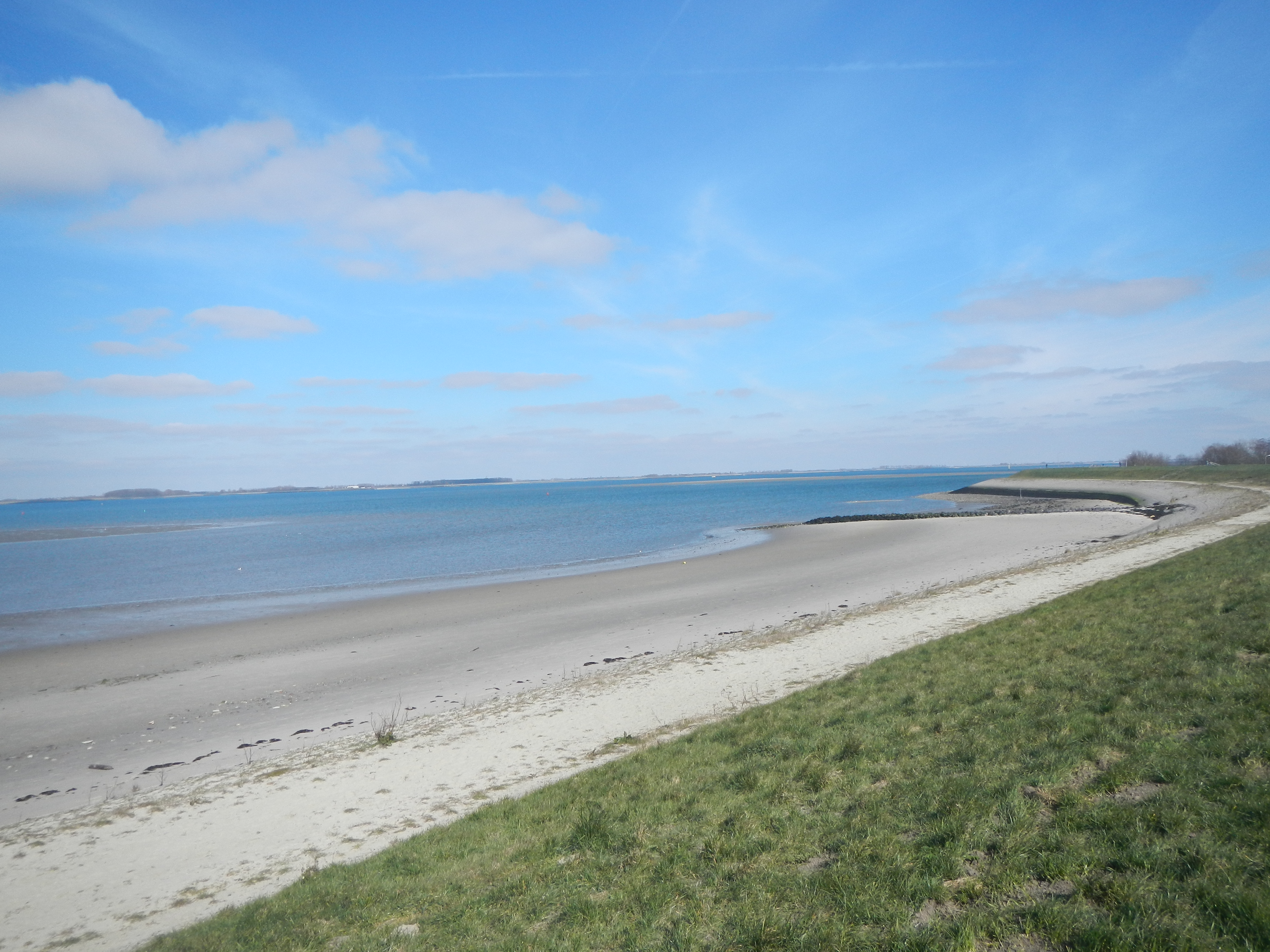
Пляж в Ірсеке
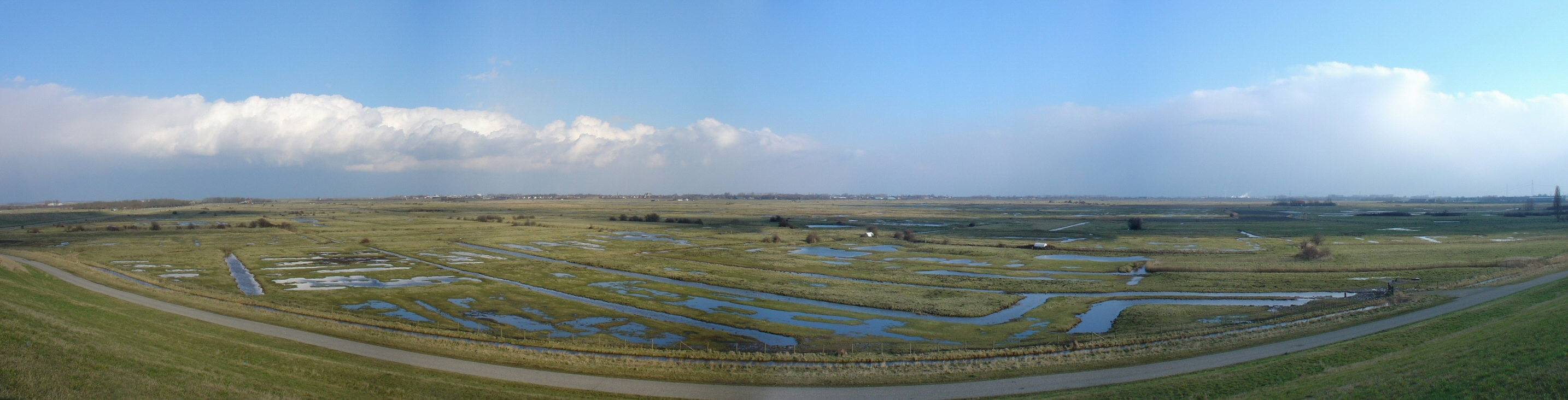
Морська панорама
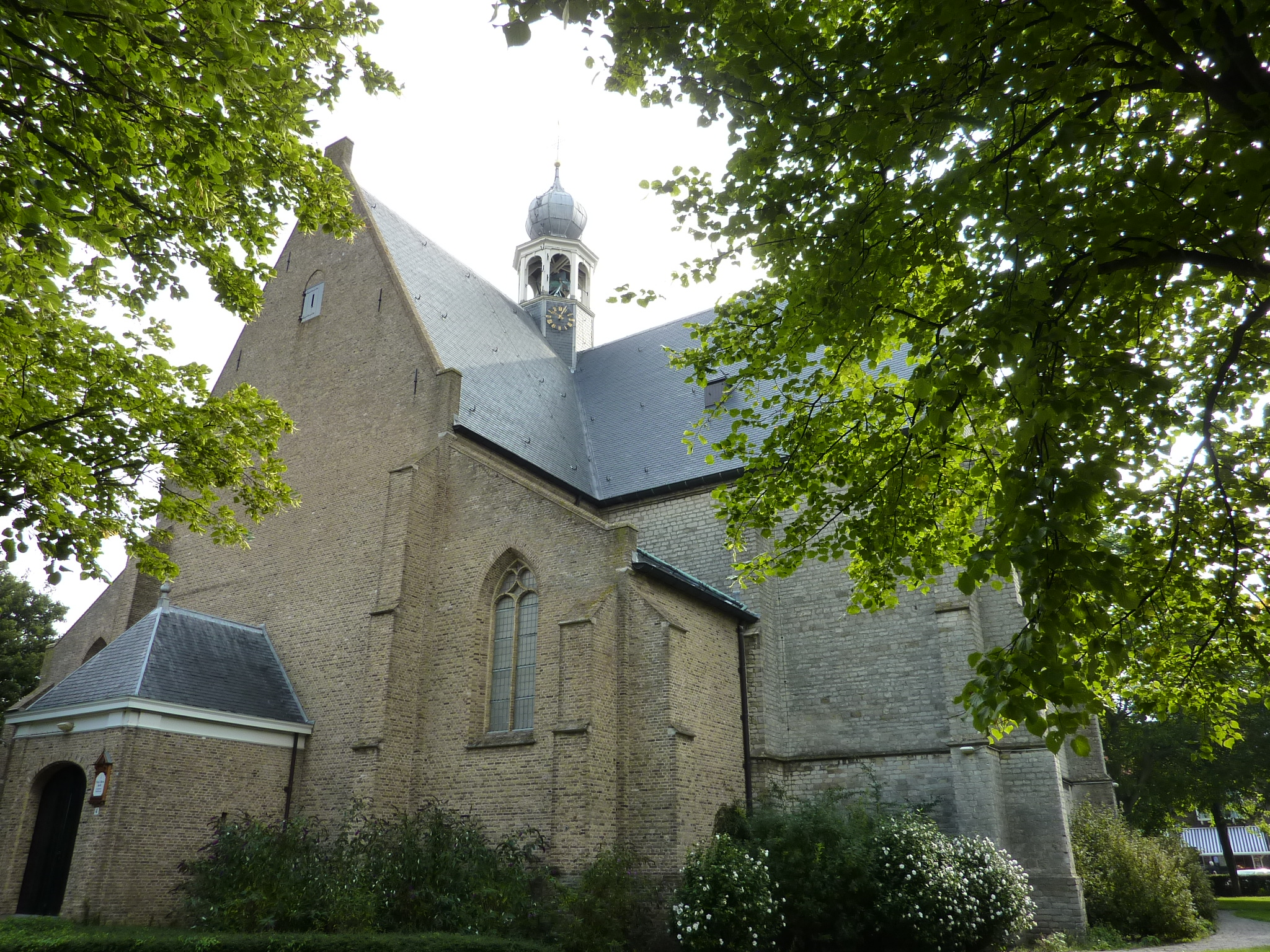
Церква св. Одулфуса
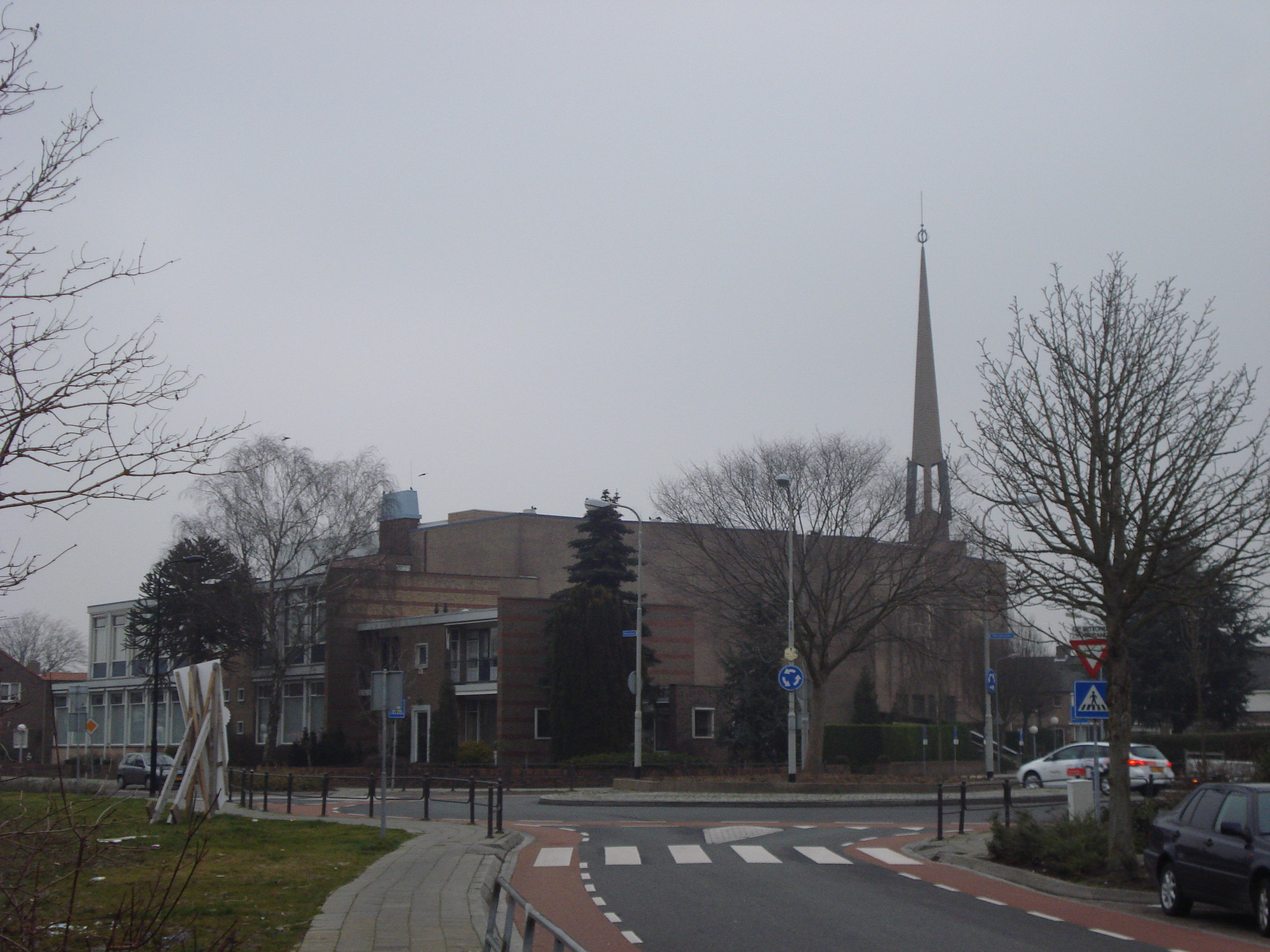
Реформістська церква
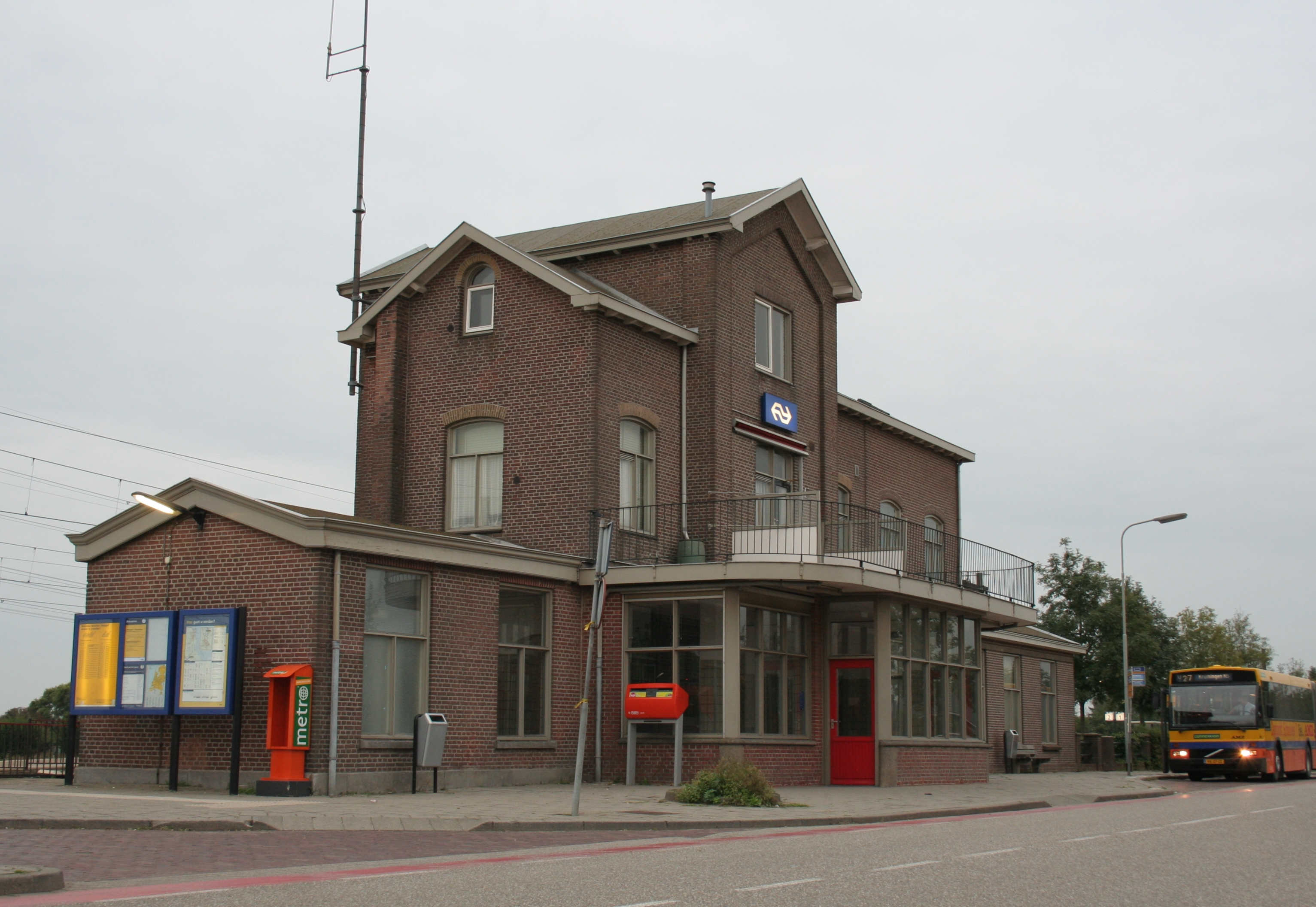
Залізнична станція Крейнінген-Ірсеке